# Tympanis
Tympanis of Bundelbekertje is een geslacht van schimmels behorend tot de familie Helotiaceae. Het geslacht werd voor het eerst in 1790 beschreven door Tode.

## Soorten
Volgens Index Fungorum bevat het geslacht 63 soorten (peildatum april 2023):
| Soortnaam                                   | Auteur(s)                | Publicatiejaar |
| ------------------------------------------- | ------------------------ | -------------- |
| Tympanis abietina                           | J.W. Groves              | 1952           |
| Tympanis acericola                          | J.W. Groves              | 1940           |
| Tympanis alnea (Elzenbundelbekertje)        | (Pers.) Fr.              | 1822           |
| Tympanis alpina                             | Ouell. & Piroz.          | 1974           |
| Tympanis amelanchieris                      | J.W. Groves              | 1952           |
| Tympanis antarctica                         | Speg.                    | 1887           |
| Tympanis aucupariae                         | (Pers.) Wallr.           | 1833           |
| Tympanis buchsii                            | (Henn.) Rehm             | 1912           |
| Tympanis bupleuri                           | Velen.                   | 1934           |
| Tympanis cephalanthi                        | Dearn. & House           | 1925           |
| Tympanis confusa                            | Nyl.                     | 1868           |
| Tympanis conspersa (Berijpt bundelbekertje) | (Fr.) Fr.                | 1822           |
| Tympanis corylina                           | (Sacc.) Gillet           | 1886           |
| Tympanis diospyri                           | J.W. Groves              | 1952           |
| Tympanis fasciculata                        | Schwein.                 | 1832           |
| Tympanis forsythiae                         | J.W. Groves              | 1952           |
| Tympanis grovesii                           | Ouell. & Piroz.          | 1974           |
| Tympanis gyrosa                             | Berk. & M.A. Curtis      | 1875           |
| Tympanis hainanensis                        | S.H. Ou                  | 1936           |
| Tympanis hansbroughiana                     | J.W. Groves              | 1952           |
| Tympanis heteromorpha                       | Ouell. & Piroz.          | 1974           |
| Tympanis hippophaes                         | (Rehm) Sherwood          | 1977           |
| Tympanis hydrangeae                         | J.W. Groves              | 1952           |
| Tympanis hypopodia (Dennenbundelbekertje)   | Nyl.                     | 1868           |
| Tympanis inconstans                         | Fr.                      | 1849           |
| Tympanis inflata                            | S. Bien, C. Kraus & Damm | 2019           |
| Tympanis kmetiana                           | D. Sacc.                 | 1897           |
| Tympanis laricina                           | (Fuckel) Sacc.           | 1889           |
| Tympanis ligustri                           | Tul. & C. Tul.           | 1865           |
| Tympanis magnoliae                          | J.W. Groves              | 1952           |
| Tympanis malicola (Appelbundelbekertje)     | J.W. Groves              | 1952           |
| Tympanis montanensis                        | (Seaver) J.W. Groves     | 1965           |
| Tympanis mutata                             | (Fuckel) Rehm            | 1889           |
| Tympanis myricariae                         | Höhn. & Rehm             | 1912           |
| Tympanis neopithya                          | Ouell. & Piroz.          | 1974           |
| Tympanis oxydendri                          | Ellis & Everh.           | 1894           |
| Tympanis pezizoides                         | Rabenh.                  | 1865           |
| Tympanis piceae                             | J.W. Groves              | 1952           |
| Tympanis piceina (Sparrenbundelbekertje)    | J.W. Groves              | 1952           |
| Tympanis pini                               | Crous & R.K. Schumach.   | 2021           |
| Tympanis pithya                             | (Fr.) Gillet             | 1886           |
| Tympanis plicatocrenata                     | (Schwein.) Fr.           | 1822           |
| Tympanis populina                           | Gillet                   | 1886           |
| Tympanis prunastri                          | (Pers.) Wallr.           | 1833           |
| Tympanis prunicola                          | J.W. Groves              | 1952           |
| Tympanis pseudoalnea                        | Ouell. & Piroz.          | 1974           |
| Tympanis pulchella                          | Ouell. & Piroz.          | 1974           |
| Tympanis ravenelii                          | Berk.                    | 1875           |
| Tympanis rehmiana                           | J.W. Groves              | 1952           |
| Tympanis rhoina                             | J.W. Groves              | 1952           |
| Tympanis rosae                              | P. Karst.                | 1888           |
| Tympanis salicina                           | J.W. Groves              | 1952           |
| Tympanis saligna                            | Tode                     | 1790           |
| Tympanis sambuci                            | P. Crouan & H. Crouan    | 1867           |
| Tympanis schimis                            | R.Q. Song & C.T. Xiang   | 1997           |
| Tympanis spermatiospora                     | (Nyl.) Nyl.              | 1868           |
| Tympanis stictica                           | Berk. & M.A. Curtis      | 1875           |
| Tympanis syringae                           | Fuckel                   | 1868           |
| Tympanis tautziana                          | Ruhland                  | 1900           |
| Tympanis tiliae                             | C.T. Xiang & R.Q. Song   | 1988           |
| Tympanis truncatula                         | (Pers.) Rehm             | 1890           |
| Tympanis tsugae                             | J.W. Groves              | 1952           |
| Tympanis vagabunda                          | Pass. & Beltrani         | 1882           |